# 고쇼우라정
고쇼우라정(일본어: 御所浦町)은 일본 구마모토현의 아마쿠사 제도, 고쇼우라 섬에 있던 정으로, 아마쿠사군에 속했다. 전 마을이 외딴 섬 마을로 미쇼우라섬, 요코우라섬, 마키섬의 유인도 등 크고 작은 18개의 섬으로 구성되어 있었다.
2006년 3월 27일에, 혼도시·우시부카시, 아마쿠사군 아리아케정·구라타케정·스모토정·신와정·이쓰와정·아마쿠사정, 가와우라정과 합병해, 아마쿠사시가 되었다. 
1997년 공룡 화석이 발견된 것을 계기로 섬 전체 박물관 구상을 수립한 이후 '태고의 낭만이 되살아나는 공룡의 섬 고쇼우라'를 마을 표어로 삼고 '공룡의 섬'을 알리기 위해 고쇼우라 백아기 자료관을 설치하여 공룡을 비롯한 다양한 화석을 전시하는 한편 다양한 이벤트 및 체험 프로그램을 진행하고 있다. 암모나이트가 전시되어 있는 암모나이트관이 있다. 

## 지리
야쓰시로시 서쪽, 아마쿠사 가미시마 남쪽의 야쓰시로해 앞바다에 위치해 있다. 

## 역사
- 1889년 4월 1일 - 정촌제 시행에 수반해 아마쿠사군 고쇼우라촌이 성립하였다.
- 1963년 11월 1일 - 정으로 승격해 고쇼우라정이 되었다.
- 2006년 3월 27일 - 혼도시·우시부카시, 아마쿠사군 아리아케정·구라타케정·스모토정·신와정·이쓰와정·아마쿠사정, 가와우라정과 합병해 아마쿠사시가 되었다.

## 참고 문헌
- 角川日本地名大辞典編纂委員会, 『角川日本地名大辞典 43 熊本県』1987, 角川書店